# AIA Guide to New York City
AIA Guide to New York Cityとはノーベル・ホワイトとエリオット・ウィレンスキーが著したニューヨーク市中の重要、もしくは注目すべき建築物の説明と批評、写真を豊富に掲載したカタログである。
初版は1967年に出版され、2010年には新たにフラン・リードンが共同著作者に加わった第5版(ISBN 978-0195383867)が出版された。